# Winsen (Luhe)
Winsen (Luhe)  (pot. Winsen an der Luhe) − miasto powiatowe w Niemczech w kraju związkowym Dolna Saksonia, siedziba powiatu Harburg. Położone jest nad rzeką Luhe, w dolinie rzeki Łaby, około 25 km na południe od Hamburga, i ok. 20 km na północny zachód od Lüneburga. 
Jest drugim pod względem wielkości miastem w powiecie po Buchholz in der Nordheide i należy do metropolii hamburskiej.

## Osoby urodzone w Winsen (Luhe)
- Eryk z Winsen - biskup przemyski

## Współpraca
- Drezdenko, Polska
- Fukui, Japonia
- Pont-de-Claix, Francja
- Pritzwalk, Brandenburgia